# Amblyjoppa oiwakensis
Amblyjoppa oiwakensis là một loài tò vò trong họ Ichneumonidae.